# Кримінальне право у Правах за якими судиться Малоросійський народ
Кримінальне право у "Правах, за якими судиться Малоросійський народ" (1743) — це сукупність юридичних норм, що встановлюють, які суспільно небезпечні діяння є злочинами, та  покарання що, застосовуються відповідно до осіб, які скоїли злочин. Розміщені у проєкті зводу законів Гетьманщини XVIII століття.
У період Української держави ("Війська Запорізького") кримінальне право зазнало значних змін .При створюванні кодексу Права за якими судиться Малоросійський народ 1743 р перед Комісією постало нелегке завдання узгодити та звести до певної системи кримінальні (карні) постанови чужих Кодексів, що відрізнялись між собою як з погляду часу так і з основних принципів карної політики, а також необхідність пристосувати цей створювальний Кодекс до тогочасного життя  й побуту українців . Немаючи певної провідно ідеї комісія не могла створити свою власну систему, на підставі якої можна було б розподілити запозичені матеріали. Власне тому у Кодексі існує різноманіття засад і поглядів, на підставі яких Комісія ввела в Кодекс норми кримінального права. 
Кримінальне право характеризувалося поглибленим розумінням поняття права і справедливості та чіткішим визначенням окремих видів злочинів з покращеною систематизацію. Серед найважливіших рис кримінального права були: 
- приватноправовий характер (переслідування злочину було в основному приватним);
- гуманізація;
- певна демократизація (помягшення системи покарання та покращення стану правового становища нижчих груп населення);

У кримінальному праві з'явилися нові поняття пов'язані з ускладненням суспільних відносин і розвитком правових ідей :

- зявилося поняття замаху на злочин, що відрізнялося від поняття завершеного злочину;
- розрізнялися головний злочинець і співучасники, які у певних випадках видбували меншу кару;
- був складений перелік обставин, що виключали або помягшували покарання навіть за умов завершеного злочину ;
- було чітко сформульовано поняття рецедиву та ін.;

Поняття злочину було багатогранним, оскільки під злочином розуміли і гріх - порушення Божого права і кривду - завдання майнової шкоди приватній людині. У XVIII ст чітко виходить на перше місце розуміння злочину як свавілля та порушення права гарантованого державою (“самоволіє і презреніє права“) .

## 1. Види злочинів
Кодекс встановлює три основні види злочинів :
Злочин - найважчий вид протиправного діяння ,за яке людина карається найважчим покаранням (переважно смертна кара);
Провина - протиправне діяння середнього ступеня , що карається менш жорстокими покараннями; 
Переступ(проступок) - дрібні правопорушення , за які передбачалися легші покарання;
Види: 
Проти релігії:
- Богохульство Хула на Божу Матір та на Святих;
- Ганьба Святого Хреста та ікон;
- Відступництво Єресі та розколи;
- Чарівництво та чаклунство;

Політичного характеру проти монарха й держави: 
- Братовбивство чи поранення монарха та його родини;
- Державна зрада;

Проти монарха словом та письмом:
- образа монарха та його родини;
- Зневага царських указів;
- Неправдивий доніс;

В присутності монарха або при його дворі: 
- погроза зброєю та перекривлювання когось із осіб;

Проти послів кур'єрів посланців :
- знищення грамот;

Фальшування монети
Під час військової служби:
- неявка на службу;
- напад на приватні маєтки;

Проти суддів та урядовців:
- убивство чи напад;

Проти життя і здоров'я людини: 
- насильство;
- замах на вбивство при наїзді;
- вбивство - серед видів і кваліфіковані;

Проти особистої свободи :
- протиправне ув'язнення когось;

Проти честі:
- образа на словах образа;
- наклеп при письмі;

Проти моралі:
- перелюб / порушення подружньої зради;
- ведення вдовою розпусного життя;
- намовлення дівчат чи одружених жінок до ведення розпусного життя;
- намовляння до викрадення (увоз) чужої дружини за її згодою;
- зґвалтування жінки або дівчини;
- зґвалтування малолітніх дівчат чи хлопців;
- двоє- й троємужство та двоє- й троєжонство;
- кровозмішання;
- убивство одруженою жінкою або дівчиною власної нешлюбної дитини;
- позбавлення життя ще ненародженої дитини;

Проти чужого майна: 
- Розбій. Під розбієм розумівся ґвалтовний збройний напад на проїжджих або прохожих на публічній дорозі за межами міста чи села та пограбування їх майна;
- Грабіж. Під грабіжом розумілося відвере заволодіння чужою річчю з метою привласнення ;
- Крадіжки розподілялися на кваліфіковані(крадіж речі вище ціною 20 руб., крадіж здійснений двома або більше учасниками)  та звичайні(привласнення чужого майно шляхом викрадення серед дня і вартістю не більше 20 руб.,);

Особливо важкими крадіжками Кодекс вважає:
1. Розкрадання церкви(святокрадіж);
2. Викопування мертвих з ціллю обікрасти їх;
3. Викрадення вільної людини або чужого невільника та продаж у неволю;

Полегшуючі обставини при вимірі кари судом вважається:
голод, нерозуміння карності вчинку внаслідок неповноліття чи душевного недорозвитку або намовляння іншою особою в стані сп'янілості. 
Також сюди відносяться вчинки спрямовані на навмисне  чи ненавмисне пошкодження чужого майна за які в більшості випадків призначалась цивільна відповідальність.

## Мета покарання
Метою відплати для кримінального права Гетьманщини була характерна ідея залякування та запобігання від вчинення злочинів злочинцями. Також кримінальному праві було властиве прагнення виправити злочинця за злочин , за яке полягало церковне покарання і у деяких випадках було передбачено інститут умовного припинення виконання вироку.

## Система покарання
Поняття права і злочину визначало мету покарання, яке було відплатою за порушення Божого та світського права . Разом з кримінальними покараннями передбачались і покарання маеріального таліон (“око за око “, “зуб за зуб“) а поряд з публічними покараннями - приватні покарання.
Карна система встановлювала у Кодексі такі види покарань :
- Смертна кара мала кваліфіковані види (четвертування живого або вже мертвого злочинця, закопування осудженої жінки живою в землю, спалення заживо вогнем  ) та прості види (повішення на шибениці, відрубування голови, заливання горла розтопленим оливом, волочіння кіньми мертвої людини );
- Тілесні покарання :

Каліцтво: утинання частин тіла; Ганьба: випалення на чолі знаку, публічні побої та биття через ката у стовпа;
- Покарання за яке передбачалось позбавлення волі :

в'язниця („сподня“-призначена для утримання злочинців, яким призначалось у покарання страта та ув'язнення у звичайній в'язниці ; максимальний термін утримання у в'язниці - 2 роки) і арешт(тимчасове позбавлення волі через примусове затримання ;максимальний термін арешту - 1 рік і 6 тижнів);  
- Вигнання (в межах та за межі держави) та заслання (замінялося позбавленням права бути членом громади через вигнання без права повернення);
- Позбавлення честі / шельмування (повне позбавлення цивільних і публічних прав, „політична смерть“ або позбавлення почесних прав: оголошення винного „безчесним“, „ошельмованим“ та позбавлення прав займати посади);

- Майнові покарання :
  - Грошова покута та Конфіскація : Плата на користь потерпілого або його спадкоємців: плата за голову / головщизна, плата за каліцтво / обиду, плата за безчестя, покриття заподіяної шкоди протиправним діянням ;

- Покарання дисциплінарного характеру:

Рецедив завжди збільшує кару або загострює її.
- Церковне покарання / Епитимія: найпоширенішим було ув'язнення в куну та ув'язнення в монастир;
- Покарання здійснене за замах, каралось як доконаний злочин ;
- Покарання за співучасть.

Співучасником є той, хто:
1. спільно з іншими доконує карний вчинок
2. намовляє іншого на здійснення злочину за матеріальну нагороду
3. допомагає злочинцеві уникнути покарання
4. допомагає злочинцеві грошима або іншими способами;

Причини та обставини, що виключають або зменшують покарання:
1. неповноліття (хлопці до 16 років, дівчата до 13 років);
2. природні дефекти розумового розвитку;
3. вчинок який здійснений без наміру;
4. не карається: вбивство мужем адультера (коханця дружини) та господарем пійманого злочинця;
5. у випадку необхідної оборони;